# 南高崎站
南高崎站（日语：／ Minamitakasaki eki */?）是位於群馬縣高崎市下和田町三丁目，上信電鐵的上信線車站。
從前，此站設有貨物側線連接工場，當時運送了水泥。在結束貨運業務同時撤走側線。

## 歷史
- 1935年（昭和10年）9月9日 - 下和田站啟用。
- 1953年（昭和28年）1月15日 - 改名為南高崎站。
- 1988年（昭和63年）5月1日 - 成為無人車站。

## 車站構造
此站是地面車站，設有1面1線的單式月台。車站大樓在外觀上看似廁所。

## 使用狀況
根據「高崎市統計季報」，在2016年度1日平均乘車人次為51人。
| 年度   | 1日平均 乘車人次 |
| ------ | ---------------- |
| 2003年 | 43               |
| 2004年 | 42               |
| 2005年 | 48               |
| 2006年 | 46               |
| 2007年 | 48               |
| 2008年 | 52               |
| 2009年 | 61               |
| 2010年 | 54               |
| 2011年 | 52               |
| 2012年 | 57               |
| 2013年 | 55               |
| 2014年 | 56               |
| 2015年 | 50               |
| 2016年 | 51               |
| 2017年 | 59               |
| 2018年 | 63               |

## 車站周邊
車站位於住宅區內。
- 高崎市城南棒球場（日语：高崎市城南野球場）
- 高崎新後閑郵局
- 國道17號
- 群馬縣道71號高崎神流秩父線（日语：群馬県道・埼玉県道71号高崎神流秩父線）
- 群馬縣道134號新田町新後閑線（日语：群馬県道134号新田町新後閑線）

## 相鄰車站
上信電鐵
上信線
高崎－南高崎－（佐野號誌站）－佐野之渡

## 注腳
1. ↑  高崎市統計季報

## 外部連結
- 南高崎 | 上信電鐵株式會社 （页面存档备份，存于）（日語）